# Музей Mercedes-Benz
Музей Mercédes-Benz — автомобильный музей марки Mercedes-Benz, размещённый в городе Штутгарт, Германия. Является частью целого комплекса, расположенного на одной территории, в который входят: штаб-квартира концерна Daimler AG; магазин ретро- и современных автомобилей марки Mercedes-Benz; Мерседес-Бенц-Арена — домашний стадион футбольного клуба «Штутгарт» и другие объекты. Один из самых больших корпоративных музеев мира и самый посещаемый музей Штутгарта по состоянию на 2015 год.

## История

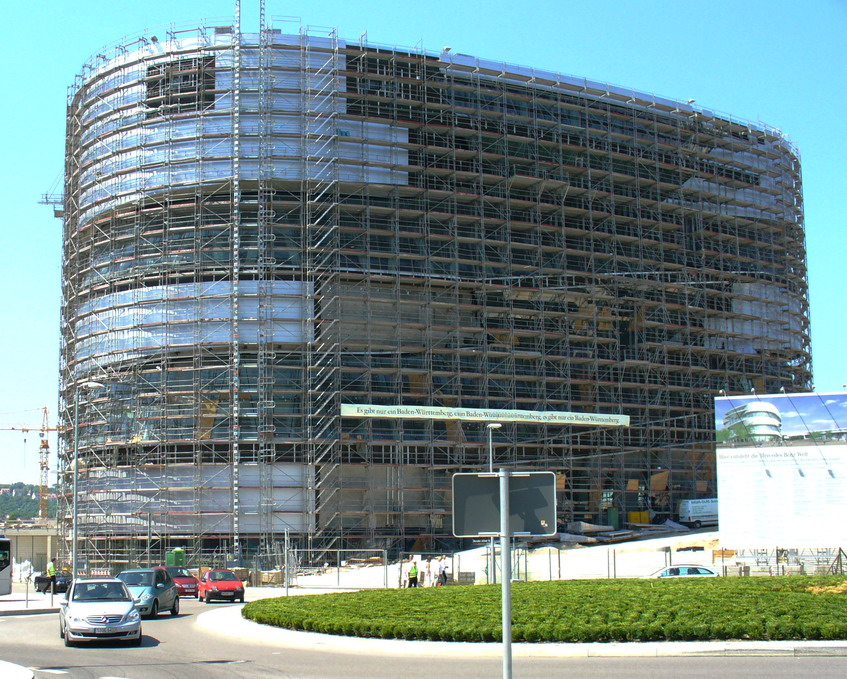
Строительство здания музея, 2005 год

К 50-летию компании концерн Daimler-Benz AG в 1936 году создал на заводе в Унтертюркхайме (Штутгарт) первый полноценный музей марки Mercedes-Benz. Согласно записям компании, на 1938 год выставочная экспозиция состояла из 18 автомобилей производства Daimler-Motoren-Gesellschaft, 9 автомобилей компании Benz & Cie. и 6 автомобилей совместного предприятия под брендом Mercedes-Benz. Кроме того, в музее можно было найти 19 различных двигателей, применявшихся как для автомобилей, так и для авиации и судов, а также три железнодорожных транспортных средства, точные репродукции моторной лодки Neckar и первой кареты Даймлера (Daimler Motorkutsche). В дальнейшем количество выставочных образцов постоянно возрастало.
В 1955 руководство компании пришло к решению о переносе музея в новое здание. Строительство началось в 1958 году и вновь располагалось на территории одного из заводов в Унтертюркхайме. Построенный по проекту архитекторов Рольфа Гутбир (нем. Rolf Gutbier) и Ханса Каммерера (нем. Hans Kammerer) новый музей Daimler-Benz был открыт в 1961 году к 75-летию изобретения автомобиля. Выставочная площадь составила 1200 квадратных метров. Благодаря техническим достижениям компания внедрила аудио-информационную систему для посетителей музея.
В 1985 году музей был закрыт по причине комплексной реставрации, реконструкции и реорганизации. Руководство компании решило расширить площадь здания к юбилею 100-летия автомобиля в 1986 году. Концепцию редизайна разработали архитекторы Кнут Лорер, Дитер Херманн и HG Merz. Расширенное здание получило новый непрерывный стеклянный фасад. Выставочная площадь музея выросла до 5760 квадратных метров.
Из-за ограниченного пространства и неудобного расположения музея в пределах территории завода в 2000 году концерн принял решение о строительстве нового музея на краю территории завода. А чуть позже было принято решение о сооружении отдельного комплекса. В 2001 году после проведения отборочных мероприятий был выбран окончательный дизайн и фирма-подрядчик знаменитого архитектора Бена ван Беркеля, которая займётся постройкой здания. 17 сентября 2003 года был заложен первый камень в строительстве нового музея Mercedes-Benz, а уже в мае 2006 года состоялось торжественное открытие. Здание выставочного комплекса было разработано специально для музея и изначально проектировалось с учётом всех тонкостей организации выставочного пространства.
В 2015 году впервые в истории музея была устроена распродажа некоторых моделей уникальной коллекции. Программа получила название «All Time Stars». Список доступных для покупки моделей разбит на три части: Премиальные автомобили, коллекционные модели и драйверские авто.
В период с января до ноября 2015 года музей посетило 7 миллионов человек из 160 стран мира, что сделало музей самым посещаемым на территории Штутгарта.

## Комплекс сооружений
Нынешнее здание музея, которое расположилось прямо напротив главных ворот завода Daimler AG в Штутгарте, было открыто для широкой публики 19 мая 2006 года. Разработчиком проекта выступило архитектурное бюро UNStudio. Здание основано на уникальной концепции в форме трилистника, состоящего из трёх кругов с удалённым центром которые образуют треугольной атриум, напоминающий форму двигателя Ванкеля. Архитектура и концепции выставки музея тесно переплетаются, так как и дизайнер выставочных стендов HG Merz был нанят ещё до начала торгов за строительство в 2001 году. Ранее музей компании размещался в отдельном здании на территории завода.
Здание было спроектировано таким образом, чтобы занимать минимум площади при максимальном использовании пространства: на 16 500 квадратных метров выставочного пространства площадь занимаемой земли составляет лишь 4800 квадратных метров. Девять этажей, которые с улицы выглядят как три, созданы на базе двух пересекающихся спиралей пандусов.
Дизайн интерьера здания музея вдохновлён двойной спиральной структурой ДНК, которая несёт в себе геном человека. Такой подход, в свою очередь, иллюстрирует философию бренда Mercedes-Benz — непрерывное создание принципиально новых продуктов для продвижения дела человеческой мобильности.

## Музей
В рамках осмотра музейной экспозиции посетители имеют возможность выбора между двумя экскурсионными маршрутами: мифическим и коллекционным. Оба пути пресекаются на каждом уровне музея и сходятся в одной точке — обзоре современных инновационных разработок. «Мифический» экскурсионный маршрут представляет собой 125-летний путь развития торговой марки Mercedes-Benz от самых первых изобретений немецких пионеров в области автомобилестроения до самых последних разработок концерна. Выставка имеет оформление в стиле ретро залы: музыка, плакаты, портреты кумиров того времени искусно воссоздают атмосферу прошедших годов. «Коллекционный» маршрут объединяет экспонаты по типу автомобилей. Пять коллекционных залов посвящены тематике перевозки грузов, путешествиям, служебной технике, героям и известным именам. Независимо от выбранного маршрута посетителям музея доступен аудиогид с которым можно осматривать экспонаты в любой последовательности с получением информации на нескольких языках, в том числе и на русском.
В музее выставлено на всеобщее обозрение более 199 моделей и более 1500 экспонатов — транспортных средств и различных конструкций из мира автомобилестроения, относящихся к разным периодам истории завода, которая насчитывает более 125 лет (с учётом ранних работ Карла Бенца и Готлиба Даймлера). Выставочная коллекция включает серийные модели, спортивные автомобили, грузовики, автобусы и многие иные продукты компании. Все выставочные образцы поддерживаются центром Mercedes-Benz Classic из Фелльбаха. Ранее музей размещался в отдельном здании в пределах завода.

## Время работы
Адрес музея: Mercedesstraße 100, 70372 Штутгарт, Германия.
Время работы: со вторника по воскресенье, с 9:00 до 18:00. Кассы работают до 17:00.
Выходной: понедельник, государственные праздники.

## Галерея

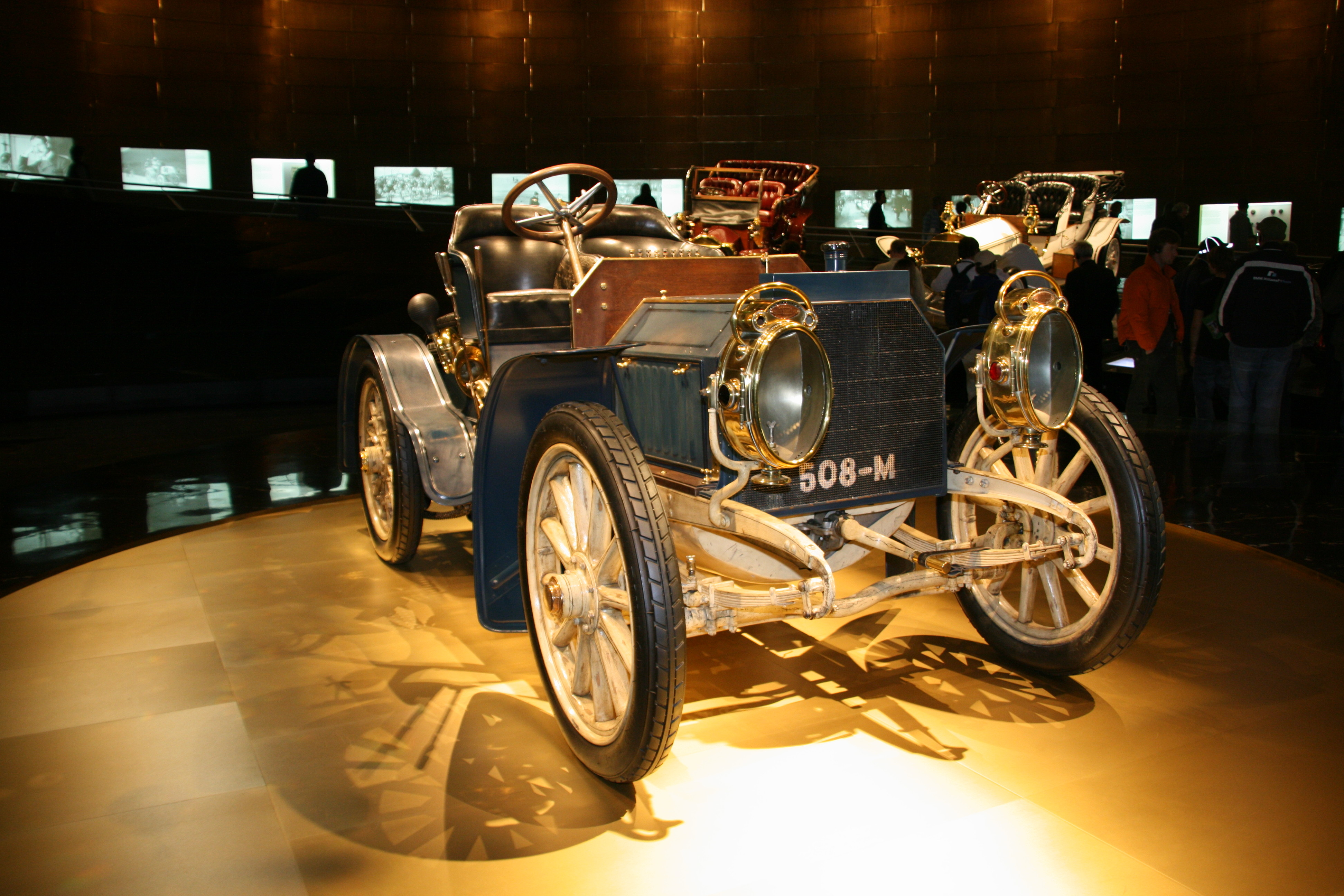
Mercedes Simplex 40Hp
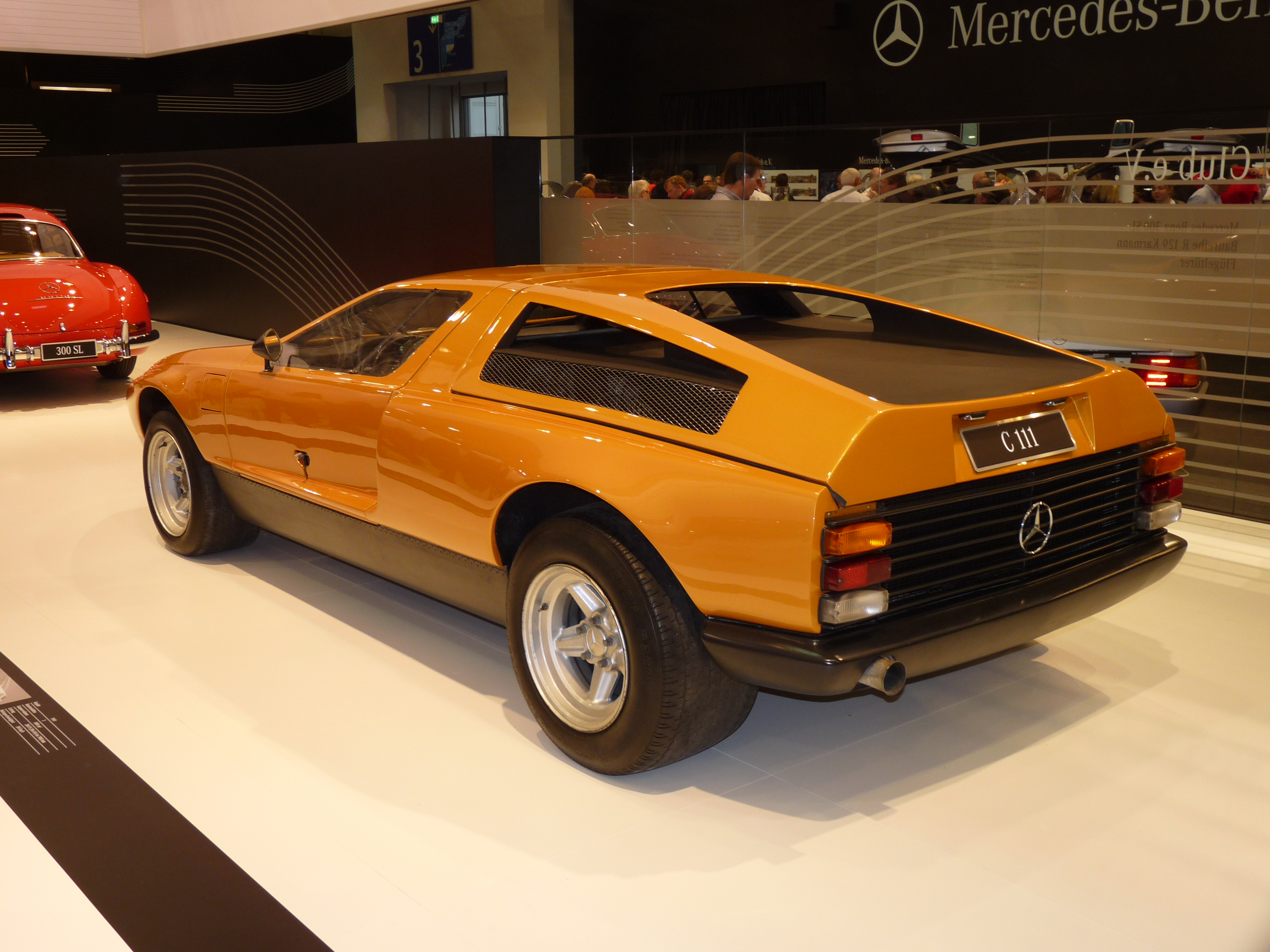
Mercedes-Benz C111
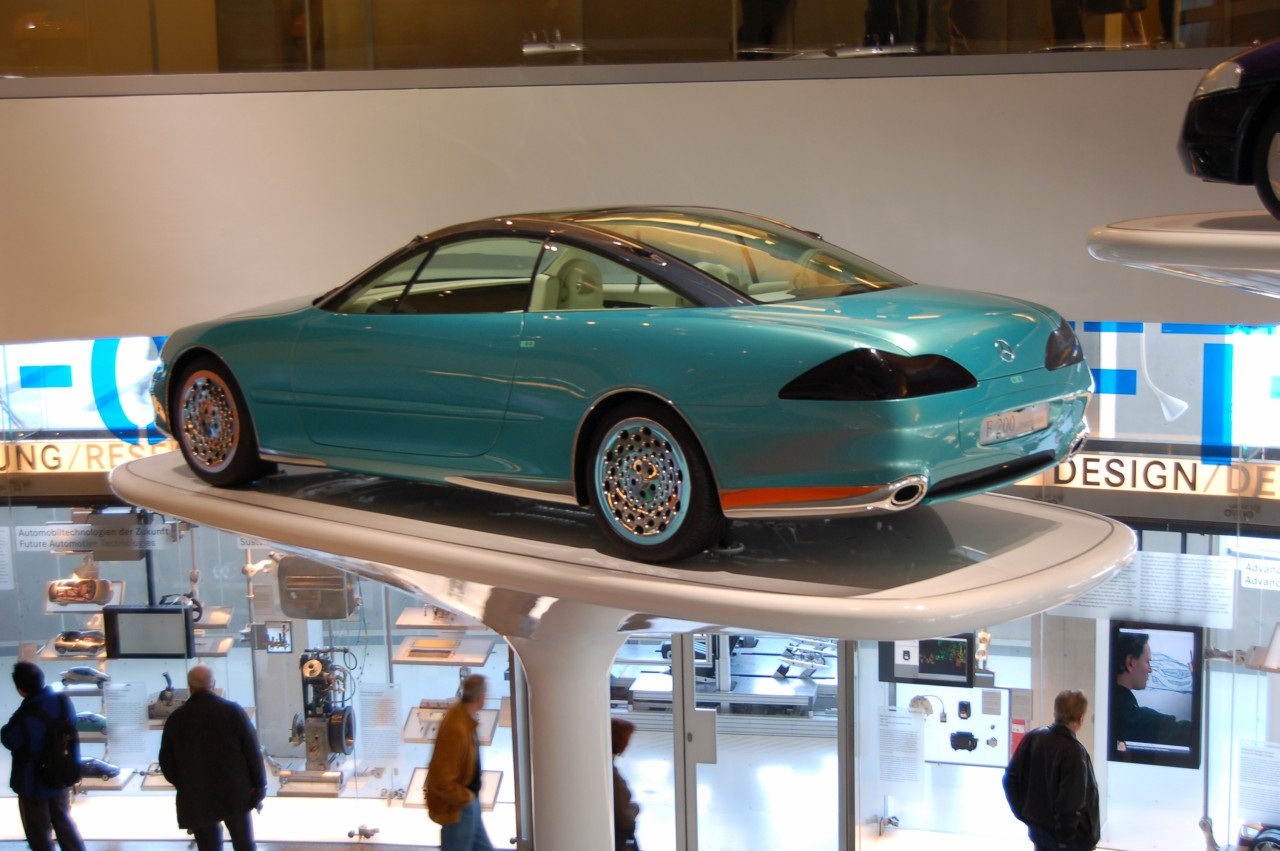
Mercedes-Benz F200
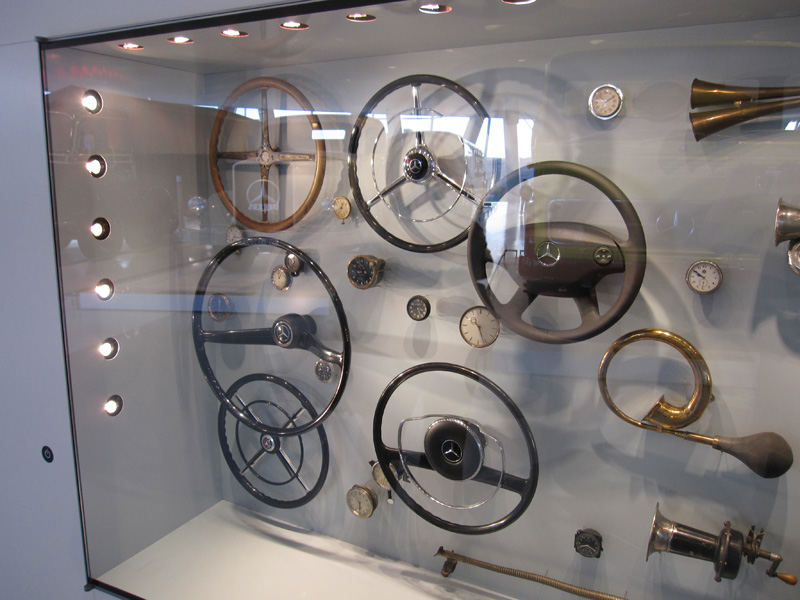
Выставка рулей и клаксонов
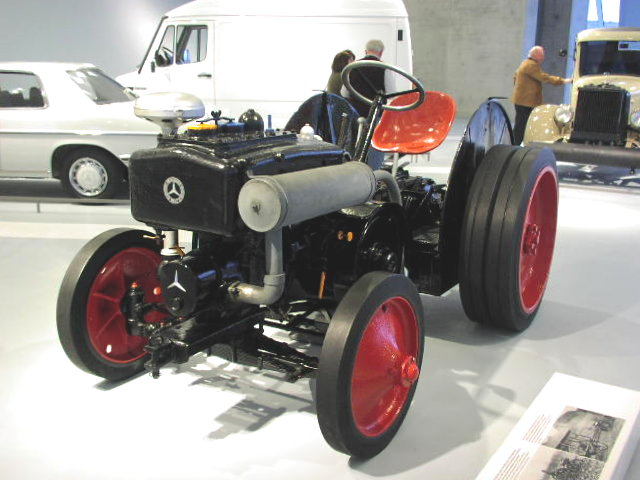
Дизельный трактор 1928 года